# Gimme Some Lovin'
"Gimme Some Lovin'" is een bluesrocknummer van the Spencer Davis Group. Het nummer is geschreven door drie van de vier bandleden.
Het werd in 1966 als single uitgebracht en bereikte de top 10 van de hitlijsten in Australië, Ierland, de VS en het VK. Ook in Nederland lukte dit, met een vierde plek in de Top 40 als hoogste positie.
In 2004 plaatste Rolling Stone het nummer op plek 247 van de lijst met de 500 beste nummers aller tijden. Het nummer is ook meermaals verkozen in de NPO Radio 2 Top 2000 met een 1034e plek in het jaar 2000 als hoogste positie.

## NPO Radio 2 Top 2000
| Nummer met noteringen in de NPO Radio 2 Top 2000 | '99  | '00  | '01  | '02  | '03  | '04  | '05  | '06  | '07 | '08  | '09 | '10  |
| ------------------------------------------------ | ---- | ---- | ---- | ---- | ---- | ---- | ---- | ---- | --- | ---- | --- | ---- |
| Gimme Some Lovin'                                | 1330 | 1024 | 1557 | 1550 | 1643 | 1742 | 1668 | 1643 | -   | 1856 | -   | 1918 |

1. ↑  Een '-' betekent dat het nummer niet was genoteerd en een vetgedrukt getal geeft de hoogste notering aan.
2. ↑  Deze tabel is bijgewerkt tot en met de laatste editie (2024).

## Coverversies
Het nummer is meermalen gecoverd. De zanger van de Spencer Davis Group, Steve Winwood, nam het later live op met Traffic. De vertolking door the Blues Brothers bereikte de 18e plek in de Amerikaanse hitlijst. Olivia Newton-John coverde het nummer in 1978 voor haar album Totally Hot, en de Britse band Thunder nam het nummer in 1990 voor hun debuutalbum Backstreet Symphony.
In 1983 had de Janse Bagge Bend een Top 10 hit in Nederland (en de vijftiende plek in Vlaanderen) met hun nummer Sollicitere. Dit nummer, geschreven op de muziek van Gimme Some Lovin', had een Nederlandstalige tekst geschreven door bassist Evert Masthoff. 